# Rellotge floral

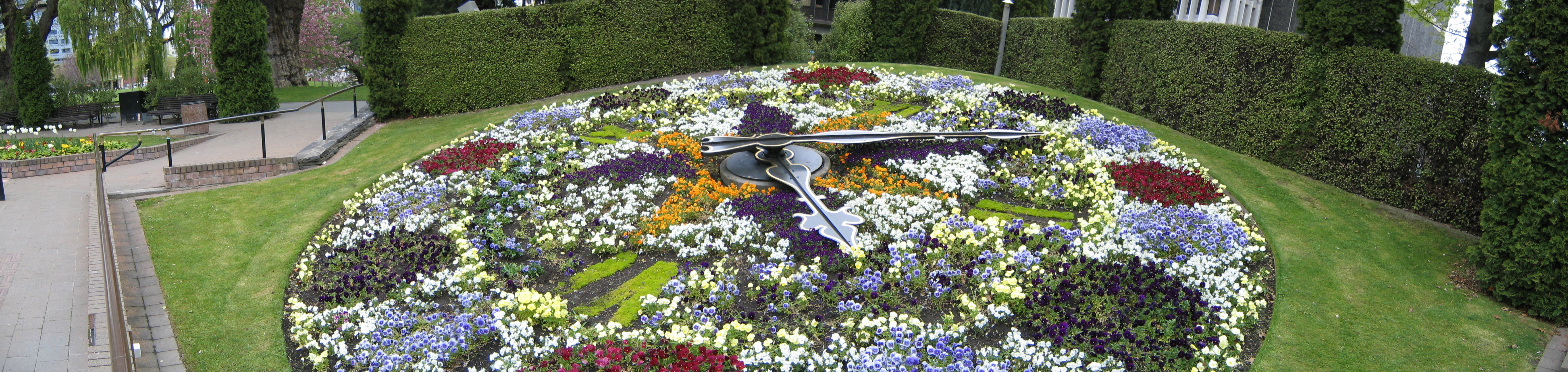
Rellotge floral a Christchurch, Nova Zelanda.

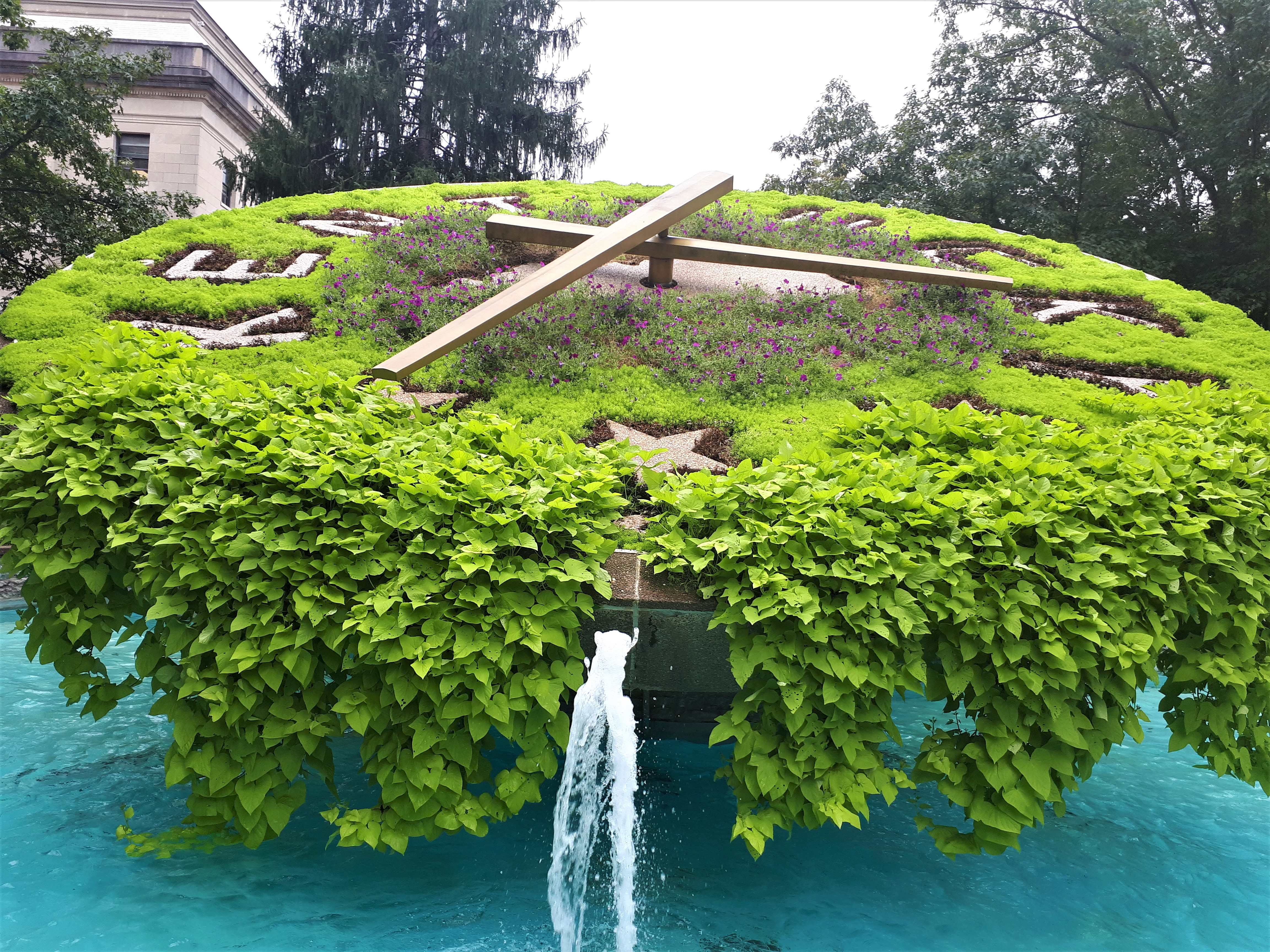
Frankfort, Estats Units

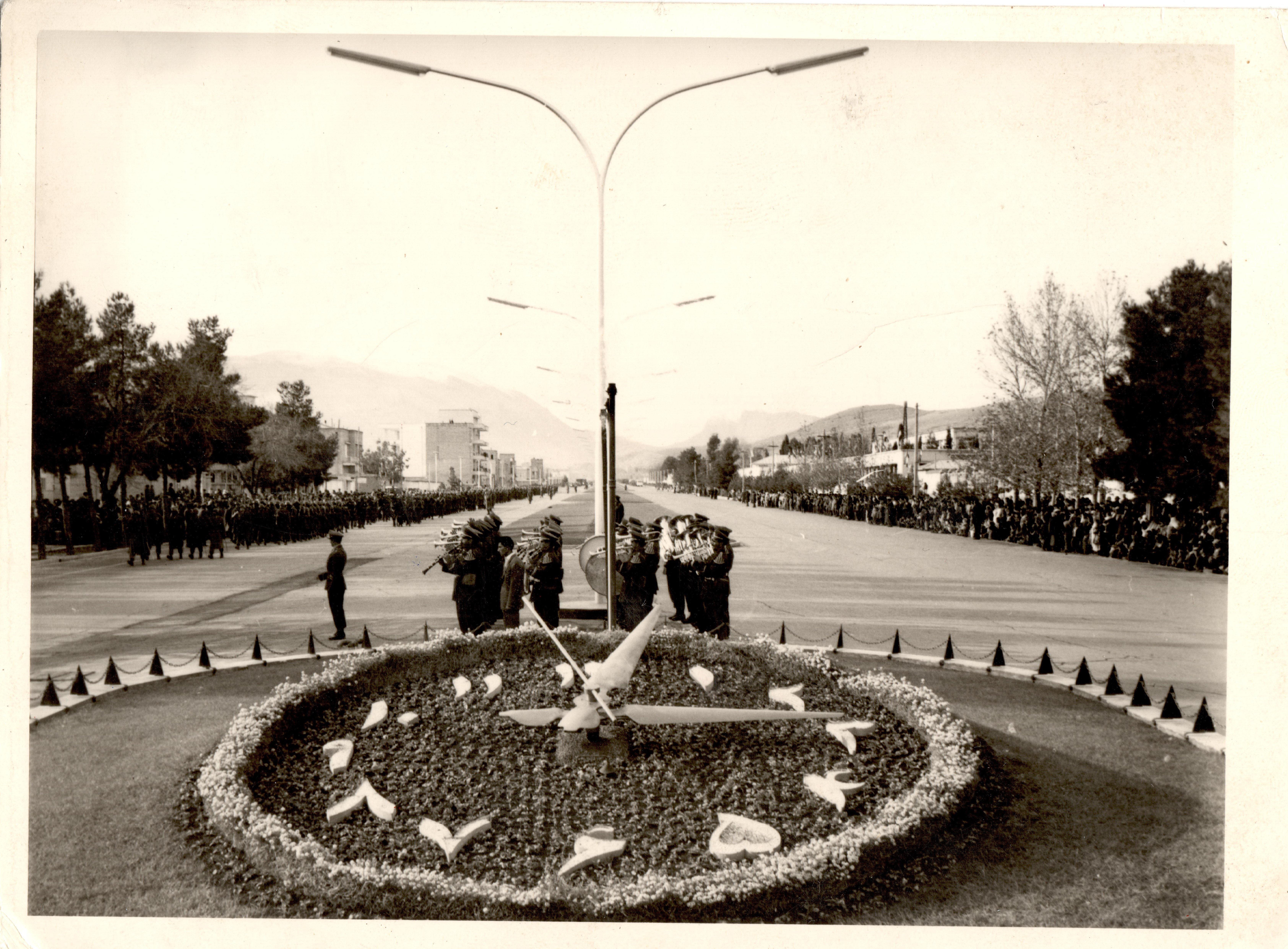
Siraz, Iran, 1961

Un rellotge floral, el més conegut dels quals el va idear Linné, pot prendre dues formes:
1. Un gran rellotge decoratiu inserit dins d'un parterre de flors en un parc o zona recreativa essent el més famós del de Ginebra a Suïssa i el més gran a Teheran a l'Iran;
2. Un parterre de flors dividida en seccions cada una de les quals s'obre en un temps diferent del dia.

## Rellotge floral de Linné
El mateix Linné el projectà i el va anomenar en llatí Horologium Florae i la proposta aparegué el 1751 en el llibre Philosophia Botanica. Mai va ser efectivament portat a la pràctica, tot i que els gremis de rellotgers van expressar la seva preocupació, però la idea va ser intentada per uns quants jardins botànics al principi del segle xix amb èxit divers. Moltes plantes mostren un fort ritme circadiari i unes poques plantes s'obren a intervals força regulars, però l'eficàcia d'aquest tipus de rellotges disminueix en ser afectats pels canvis meteorològics i estacionals. S'ha de tenir en compte que Linné el va proposar des de la latitud d'Upsala a Suècia on ell residia.
Les plantes suggerides per Linné es presenten en la següent taula:
| Nom científic                                                   | Nom vulgar               | Temps d'obertura | Temps de tancament |
| --------------------------------------------------------------- | ------------------------ | ---------------- | ------------------ |
| Tragopogon pratensis                                            | Barba de cabra           | 3 a.m.           | -                  |
| Leontodon hispidum L.                                           |                          | cap 4 a.m.       | -                  |
| Helminthotheca echioides (L.) Holub                             |                          | 4-5 a.m.         |                    |
| Cichorium intybus L.                                            | Xicòria                  | 4-5 a.m.         | -                  |
| Crepis tectorum L.                                              |                          | 4-5 a.m.         | -                  |
| Reichardia tingitana (L.) Roth                                  | -                        | cap a 6 a.m.     | 10 a.m.            |
| Sonchus oleraceus L.                                            |                          | 5 a.m.           | 12 p.m.            |
| Taraxacum officinale Weber                                      | Pixallits                | 5 a.m.           | 8-9 a.m.           |
| Crepis alpina L.                                                |                          | 5 a.m.           | 11 a.m.            |
| Tragopogon hybridus L.                                          |                          | 5 a.m.           | 11 a.m.            |
| Rhagadiolus edulis Gaertner                                     | -                        | 5 a.m.           | 10 a.m.            |
| Lapsana chondrilloides L.                                       | -                        | 5 a.m.           | -                  |
| Convolvulus tricolor L.                                         |                          | 5 a.m.           | -                  |
| Hypochaeris maculata L.                                         |                          | 6 a.m.           | 4-5 p.m.           |
| Hieracium umbellatum L.                                         |                          | 6 a.m.           | 5 p.m.             |
| Hieracium murorum L.                                            |                          | 6 a.m.           | 2 p.m.             |
| Crepis rubra L.                                                 | -                        | 6 a.m.           | 1-2 p.m.           |
| Sonchus arvensis L.                                             | Lletsó arvense           | 6 a.m.           | -                  |
| Sonchus palustris L.                                            | Lletsó palustre          | cap a 7 a.m.     | 2 p.m.             |
| Leontodon autumnale L.                                          |                          | 7 a.m.           | 3 p.m.             |
| Hieracium sabaudum L.                                           |                          | 7 a.m.           | 1-2 p.m.           |
| Cicerbita alpina (L.) Wallr.                                    |                          | 7 a.m.           | 12 p.m.            |
| Lactuca sativa L.                                               | Enciam                   | 7 a.m.           | 10 a.m             |
| Calendula pluvialis L.                                          | Boixac pluvial           | 7 a.m.           | 3-4 p.m.           |
| Nymphaea alba L.                                                |                          | 7 a.m.           | 5 p.m.             |
| Anthericum ramosum L.                                           |                          | 7 a.m.           | -                  |
| Hypochaeris achyrophorus L.                                     | -                        | 7-8 a.m.         | 2 p.m.             |
| Hedypnois rhagadioloides (L.) Schmidt subsp. cretica (L.) Hayck | -                        | 7-8 a.m.         | 2 p.m.             |
| Trichodiadema babrata (L.) Schwartes                            | -                        | 7-8 a.m.         | 2 p.m.             |
| Hieracium pilosella L.                                          |                          | 8 a.m.           | -                  |
| Anagallis arvensis L.                                           |                          | 8 a.m.           | -                  |
| Petrorhagia prolifera (L.) Ball & Heywood                       |                          | 8 a.m.           | 1 p.m.             |
| Hypochaeris glabra L.                                           |                          | 9 a.m.           | 1 p.m.             |
| Malva caroliniana L.                                            | -                        | 9-10 a.m.        | 1 p.m.             |
| Spergularia rubra (L.) J. & C. Presl                            |                          | 9-10 a.m.        | 2-3 p.m.           |
| Mesembryanthemum crystallinum                                   | Mesembriantem cristal·lí | 9-10 a.m.        | 3-4 p.m.           |
| Cryophytum nodiflorum (L.) L. Bol.                              |                          | 10-11 a.m        | 3 p.m.             |
| Calendula officinalis L.                                        | Boixac comú              | -                | 3 p.m.             |
| Hieracium aurantiacum                                           |                          | -                | 3-4 p.m.           |
| Anthericium ramosum L. (syn. Anthericum album)                  | -                        | -                | 3-4 p.m.           |
| Alyssum alyssoides L.                                           | -                        | -                | 4 p.m.             |
| Papaver nudicaule L.                                            | Rosella d'Islàndia       | -                | 7 p.m.             |
| Hemerocallis lilioasphodelus L.                                 |                          | -                | 7-8 p.m.           |